# جمال عبد الرحمن البلوشي
جمال عبد الرحمن البلوشي (21 مارس 1974 بالكويت - ) هو لاعب كرة قدم كويتي في مركز الدفاع. شارك مع منتخب الكويت لكرة القدم. أما مع النوادي، فقد لعب مع نادي القادسية.

## وصلات خارجية
- جمال عبد الرحمن البلوشي على موقع اللجنة الأولمبية الدولية (الإنجليزية)